# Mirificarma aflavella
Mirificarma aflavella is een vlinder uit de familie tastermotten (Gelechiidae). De wetenschappelijke naam is voor het eerst geldig gepubliceerd in 1935 door Amsel.
De soort komt voor in Europa.